# McKinley Park
Pour le quartier de Chicago, voir McKinley Park (Chicago).
McKinley Park est une census-designated place d'Alaska aux États-Unis faisant partie du Borough de Denali. Sa population était en 2010 de 185 habitants.
Elle est située sur la George Parks Highway, à l'entrée du Parc national et réserve de Denali.
La ville s'est développée autour du parc national, avec des activités liées au tourisme, transport, hébergement, restauration. La population est importante en été, tandis que l'hiver, peu de personnes y résident de façon permanente, les hôtels étant fermés à cette période.

## Climat
Les températures moyennes vont de −19 °C à −30 °C en janvier et de 10 °C à 22 °C en juillet.
| Mois                                  | jan.     | fév.     | mars     | avril    | mai      | juin    | jui.    | août    | sep.     | oct.     | nov.     | déc.     | année            |
| ------------------------------------- | -------- | -------- | -------- | -------- | -------- | ------- | ------- | ------- | -------- | -------- | -------- | -------- | ---------------- |
| Température minimale moyenne (°C)     | −20,9    | −18,3    | −17,8    | −8,4     | −0,5     | 4,9     | 6,9     | 4,9     | −0,6     | −9,1     | −16,7    | −19,2    | −7,9             |
| Température moyenne (°C)              | −16,6    | −12,6    | −10,8    | −1,8     | 6,1      | 11,7    | 13,1    | 10,5    | 4,9      | −4,1     | −12,3    | −14,7    | −2,2             |
| Température maximale moyenne (°C)     | −12,2    | −6,9     | −3,8     | 4,8      | 12,7     | 18,5    | 19,1    | 16,2    | 10,4     | 0,9      | −8       | −10,1    | 3,4              |
| Record de froid (°C) date du record   | −47 1925 | −48 1999 | −44 1971 | −36 1924 | −26 1945 | −7 1967 | −5 1970 | −8 1987 | −21 1992 | −31 1971 | −38 1963 | −48 1924 | −48 1924 et 1999 |
| Record de chaleur (°C) date du record | 11 2014  | 11 2007  | 13 1938  | 19 2003  | 27 2002  | 33 1991 | 31 2009 | 31 1994 | 28 1969  | 21 1927  | 13 1928  | 11 1934  | 33 1991          |
| Précipitations (mm)                   | 15,5     | 18       | 13       | 10,9     | 21,3     | 61,5    | 79,2    | 76,5    | 44,2     | 21,3     | 21,3     | 21,1     | 403,8            |
| dont neige (cm)                       | 23,4     | 25,4     | 20,8     | 17,8     | 7,6      | 0,3     | 0,1     | 0,03    | 17       | 23,9     | 35,1     | 33       | 204,5            |
| Nombre de jours avec précipitations   | 8,3      | 6,7      | 5,9      | 4,4      | 7,2      | 14      | 16,2    | 16,9    | 13,4     | 9,6      | 10,6     | 9,7      | 122,9            |
| Nombre de jours avec neige            | 9,1      | 7,2      | 6,3      | 4,8      | 1,8      | 0,04    | 0,04    | 0,1     | 2,1      | 7,9      | 11,5     | 10,7     | 61,6             |

| Diagramme climatique                                  |             |             |             |              |             |             |             |              |             |             |                |
| J                                                     | F           | M           | A           | M            | J           | J           | A           | S            | O           | N           | D              |
| −12,2−20,915,5                                        | −6,9−18,318 | −3,8−17,813 | 4,8−8,410,9 | 12,7−0,521,3 | 18,54,961,5 | 19,16,979,2 | 16,24,976,5 | 10,4−0,644,2 | 0,9−9,121,3 | −8−16,721,3 | −10,1−19,221,1 |
| Moyennes : • Temp. maxi et mini °C • Précipitation mm |             |             |             |              |             |             |             |              |             |             |                |

## Démographie
| 1930 | 1940 | 1950 | 1960 | 1980 | 1990 |
| ---- | ---- | ---- | ---- | ---- | ---- |
| 49   | 11   | 59   | 28   | 60   | 171  |

| 2000 | 2010 | - | - | - | - |
| ---- | ---- | - | - | - | - |
| 142  | 185  | - | - | - | - |